# Europamästerskapen i rodd 2019
Europamästerskapen i rodd 2019 var den 76:e upplagan av Rodd-EM, och ägde rum på Rotsee i Luzern i Schweiz mellan den 31 maj och 2 juni 2019. Tävlingen arrangerades i 17 grenar.
Det var femte gången EM i rodd arrangerades i Luzern (tidigare 1908, 1926, 1934 och 1947). Fram till 1926 hölls tävlingarna på Luzernsjön och sedan 1934 hålls tävlingarna på sjön Rotsee. Även rodd-VM har arrangerats fyra gånger i Luzern och Rotsee har också varit värd för världscupen i rodd flera gånger.

## Medaljörer
Medaljörerna från A-finalerna listas här. Sex båtar tävlade i finalerna efter att ha kvalificerat sig genom försöksheat, återkval och semifinaler. Banans längd var 2000 meter i alla lopp.

### Herrar
| Gren                    | Guld | Tid     | Silver | Tid     | Brons | Tid     |
| ----------------------- | --- | ------- | --- | ------- | --- | ------- |
| Singelsculler (M1x)     | Oliver Zeidler Tyskland | 6.47,32 | Stef Broenink Nederländerna | 6.47,51 | Pilip Pavukou Belarus | 6.47,72 |
| Dubbelsculler (M2x)     | Polen (POL) Mirosław Ziętarski Fabian Barański | 6.13,51 | Schweiz (SUI) Barnabé Delarze Roman Röösli | 6.13,60 | Rumänien (ROU) Ioan Prundeanu Marian-Florian Enache | 6.13,96 |
| Scullerfyra (M4x)       | Nederländerna (NED) Dirk Uittenbogaard Abe Wiersma Tone Wieten Koen Metsemakers                                                                                    | 5.35,75 | Italien (ITA) Filippo Mondelli Andrea Panizza Luca Rambaldi Giacomo Gentili                                                                           | 5.40,19 | Storbritannien (GBR) Jack Beaumont Jonathan Walton Angus Groom Peter Lambert                                                                                 | 5.41,89 |
| Tvåa utan styrman (M2-) | Kroatien (CRO) Martin Sinković Valent Sinković | 6.22,46 | Rumänien (ROU) Marius Cozmiuc Ciprian Tudosă | 6.24,53 | Spanien (ESP) Jaime Canalejo Pazos Javier García Ordóñez | 6.26,31 |
| Fyra utan styrman (M4-) | Storbritannien (GBR) Oliver Cook Matthew Rossiter Rory Gibbs Sholto Carnegie                                                                                       | 5.51,01 | Polen (POL) Mikołaj Burda Mateusz Wilangowski Marcin Brzeziński Michał Szpakowski                                                                     | 5.53,90 | Tyskland (GER) Felix Brummel Felix Wimberger Max Planer Nico Merget                                                                                          | 5.56,08 |
| Åtta med styrman (M8+)  | Tyskland (GER) Johannes Weißenfeld Laurits Follert Jakob Schneider Torben Johannesen Christopher Reinhardt Malte Jakschik Richard Schmidt Hannes Ocik Martin Sauer | 5.25,68 | Storbritannien (GBR) Thomas Ford James Rudkin Thomas George Moe Sbihi Jacob Dawson Oliver Wynne-Griffith Matthew Tarrant Josh Bugajski Henry Fieldman | 5.26,55 | Nederländerna (NED) Vincent van der Want Boudewijn Röell Jasper Tissen Ruben Knab Mechiel Versluis Bram Schwarz Bjorn van den Ende Robert Lücken Aranka Kops | 5.27,97 |
| Lättvikt                | |         | |         | |         |
| Singelsculler (LM1x)    | Péter Galambos Ungern | 6.57,00 | Artur Mikołajczewski Polen | 6.58,98 | Martino Goretti Italien | 7.02,27 |
| Dubbelsculler (LM2x)    | Tyskland (GER) Jonathan Rommelmann Jason Osborne | 6.12,58 | Italien (ITA) Stefano Oppo Pietro Ruta | 6.13,95 | Belgien (BEL) Tim Brys Niels Van Zandweghe | 6.15,51 |
| Scullerfyra (LM4x)      | Italien (ITA) Catello Amarante II Lorenzo Fontana Alfonso Scalzone Gabriel Soares                                                                                  | 5.55,4  | Nederländerna (NED) Hilmar Verbeek David Kampman Ward van Zeijl Bart Lukkes                                                                           | 5.56,89 | Frankrike (FRA) Léo Grandsire Hugo Beurey Benjamin David Ferdinand Ludwig                                                                                    | 5.57,05 |

### Kvinnor
| Gren                    | Guld | Tid     | Silver | Tid     | Brons | Tid     |
| ----------------------- | --- | ------- | --- | ------- | --- | ------- |
| Singelsculler (W1x)     | Sanita Pušpure Irland | 7.23,18 | Jeannine Gmelin Schweiz | 7.24,04 | Miroslava Knapková Tjeckien | 7.24,85 |
| Dubbelsculler (W2x)     | Tyskland (GER) Leonie Menzel Carlotta Nwajide | 6.49,23 | Rumänien (ROU) Nicoleta-Ancuţa Bodnar Simona Radiș                                                                                                 | 6.50,56 | Italien (ITA) Stefania Buttignon Stefania Gobbi | 6.51,38 |
| Scullerfyra (W4x)       | Tyskland (GER) Michaela Staelberg Julia Lier Franziska Kampmann Frieda Hämmerling | 6.16,69 | Nederländerna (NED) Roos de Jong Inge Janssen Sophie Souwer Olivia van Rooijen                                                                     | 6.17,08 | Ukraina (UKR) Jevhenija Dovhodko Daryna Verchohljad Anastasiya Kozhenkova Jana Dementieva                                                                                      | 6.18,82 |
| Tvåa utan styrman (W2-) | Spanien (ESP) Aina Cid Virginia Diaz Rivas | 7.14,14 | Rumänien (ROU) Adriana Ailincai Maria Tivodariu | 7.15,52 | Italien (ITA) Kiri Tontodonati Aisha Rocek | 7.16,22 |
| Fyra utan styrman (W4-) | Nederländerna (NED) Ellen Hogerwerf Karolien Florijn Ymkje Clevering Veronique Meester | 6.24,84 | Rumänien (ROU) Ioana Vrînceanu Viviana-Iuliana Bejinariu Mădălina Bereș Denisa Tîlvescu                                                            | 6.27,92 | Polen (POL) Joanna Dittmann Monika Chabel Olga Michałkiewicz Maria Wierzbowska                                                                                                 | 6.32,37 |
| Åtta med styrman        | Rumänien (ROU) Cristina-Georgiana Popescu Amalia Beres Mădălina-Gabriela Cașu Roxana Parascanu Beatrice-Mădălina Parfenie Iuliana Popa Maria-Magdalena Rusu Roxana-Iuliana Anghel Daniela Druncea | 6.03,49 | Storbritannien (GBR) Fiona Gammond Zoe Lee Josephine Wratten Harriet Taylor Rowan McKellar Rebecca Shorten Karen Bennett Holly Norton Matilda Horn | 6.03,55 | Ryssland (RUS) Vasilisa Stepanova Elizaveta Kovina Ekaterina Potapova Anna Karpova Olga Zaruba Anastasia Tikhanova Ekaterina Sevostianova Elena Oriabinskaia Elizaveta Krylova | 6.06,38 |
| Lättvikt                | |         | |         | |         |
| Singelsculler (LW1x)    | Federica Cesarini Italien | 7.32,45 | Leonie Pieper Tyskland | 7.34,17 | Marieke Keijser Nederländerna | 7.36,59 |
| Dubbelsculler (LW2x)    | Belarus (BLR) Anastasiia Ianina Alena Furman | 6.58,69 | Frankrike (FRA) Laura Tarantola Claire Bove | 7.00,29 | Schweiz (SUI) Patricia Merz Frédérique Rol | 7.02,63 |

## Medaljtabell
Värdland 
| Pl.    | Nation         | Guld | Silver | Brons | Totalt |
| ------ | -------------- | ---- | ------ | ----- | ------ |
| 1      | Tyskland       | 5    | 1      | 1     | 7      |
| 2      | Nederländerna  | 2    | 3      | 2     | 7      |
| 3      | Italien        | 2    | 2      | 3     | 7      |
| 4      | Rumänien       | 1    | 4      | 1     | 6      |
| 5      | Storbritannien | 1    | 2      | 1     | 4      |
| 5      | Polen          | 1    | 2      | 1     | 4      |
| 7      | Belarus        | 1    | 0      | 1     | 2      |
| 7      | Spanien        | 1    | 0      | 1     | 2      |
| 9      | Kroatien       | 1    | 0      | 0     | 1      |
| 9      | Ungern         | 1    | 0      | 0     | 1      |
| 9      | Irland         | 1    | 0      | 0     | 1      |
| 12     | Schweiz        | 0    | 2      | 1     | 3      |
| 13     | Frankrike      | 0    | 1      | 1     | 2      |
| 14     | Belgien        | 0    | 0      | 1     | 1      |
| 14     | Tjeckien       | 0    | 0      | 1     | 1      |
| 14     | Ryssland       | 0    | 0      | 1     | 1      |
| 14     | Ukraina        | 0    | 0      | 1     | 1      |
| Totalt | Totalt         | 17   | 17     | 17    | 51     |